# Stefan Walter

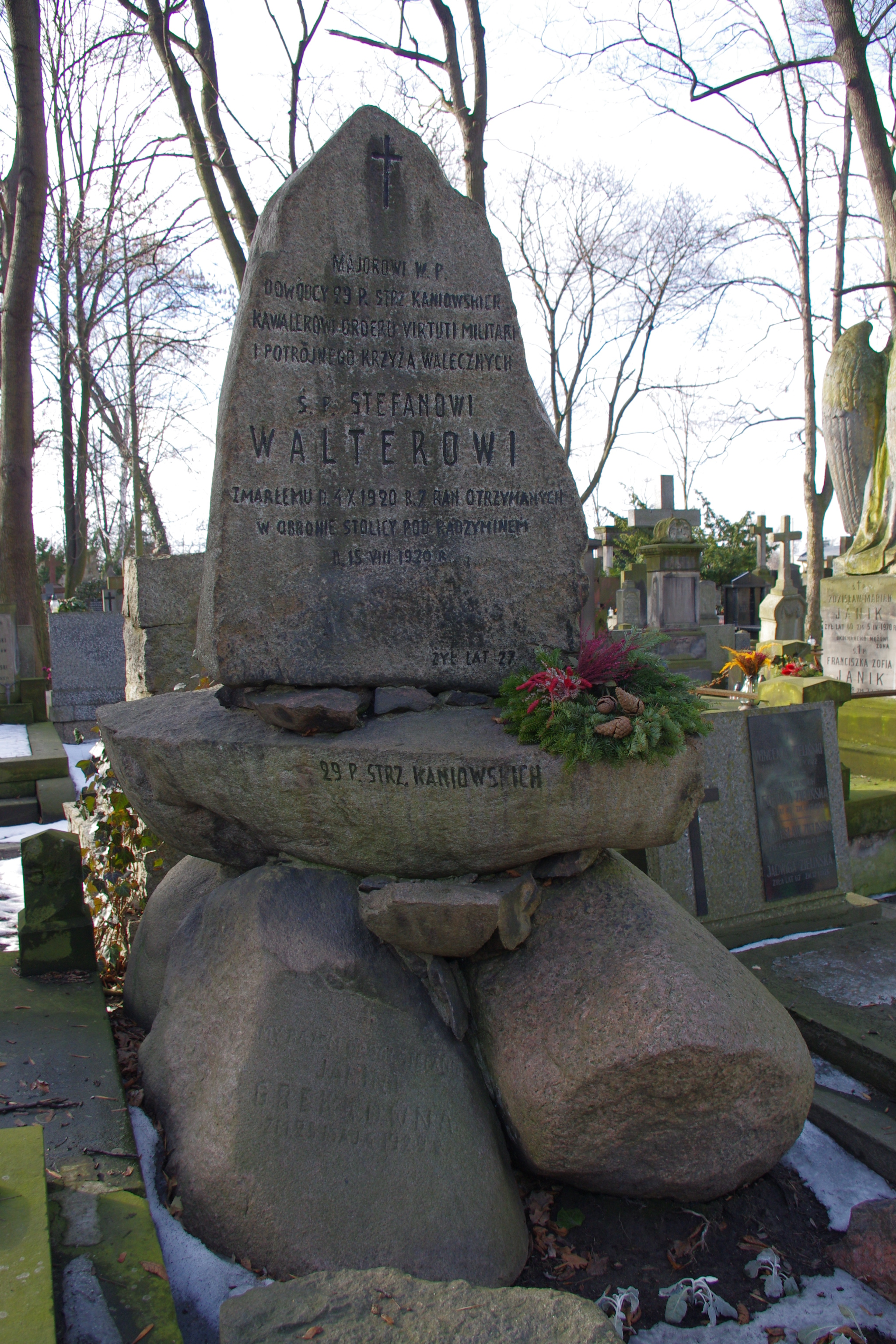
Grób majora Stefana Waltera na cmentarzu Powązkowskim w Warszawie

Stefan Walter (ur. 23 września?/5 października 1891 w Sorokach, zm. 4 października 1920 w Warszawie) – major piechoty Wojska Polskiego, kawaler Orderu Virtuti Militari.

## Życiorys
W czasie I wojny światowej był oficerem armii rosyjskiej. W 1918 roku wstąpił do Wojska Polskiego na Kubaniu i objął dowództwo 14 pułku strzelców polskich w 4 Dywizji gen. Lucjana Żeligowskiego. W czerwcu 1919 roku powrócił wraz z dywizją przez Rumunię do Polski, wspomagając oddziały polskie walczące z Ukraińcami.
1 lipca 1919 roku, w czasie wojny z bolszewikami, objął dowództwo 29 pułku Strzelców Kaniowskich, działającego na północnym odcinku frontu wschodniego. 5 lutego 1920 roku wyróżnił się podczas wypadu na stację Borkowicze. Wsławił się także w boju pod Jaznem nad Autą 18 czerwca 1920 oraz w trakcie odwrotu wojsk polskich znad Auty i Berezyny. Na stanowisku dowódcy dał się poznać jako świetny, wymagający dowódca i osoba o ogromnej odwadze osobistej.
15 sierpnia 1920 roku został ciężko ranny prowadząc czołową kompanię pułku do natarcia na Mokre, walcząc w obronie przedmościa warszawskiego w składzie 1 Armii gen. Franciszka Latinika. Według relacji, zranienie dowódcy wyzwoliło w jego podkomendnych pragnienie zemsty i przyśpieszyło natarcie. W następstwie odniesionych ran zmarł 4 października 1920 w Szpitalu Ujazdowskim w Warszawie, w chwale bohatera walk pod Radzyminem i obrony Warszawy.
Pochowany na cmentarzu wojskowym na Majkowie w Kaliszu (od 1936). 3 listopada 1924 na grobie majora Stefana Waltera został odsłonięty pomnik ufundowany przez oficerów i szeregowych 29 pułku Strzelców Kaniowskich.

## Odznaczenie
- Krzyż Srebrny Orderu Wojskowego Virtuti Militari (1922)[2]